# 労働党 (香港)
労働党（ろうどうとう、中国語: 工黨、英語: Labour Party）は、香港における民主派政党である。

## 概要
2011年に社会民主主義を掲げる政党として結党された。結党以前に香港に存在した社会主義政党や、労働者を基盤とした政党に関わった人物も参加している。
左派的な政策以外にも香港における普通選挙の導入など民主化も政策に含む。2012年には立法会で4議席を獲得した。